# Discursos sobre la sal y el hierro
Se denominan Discursos sobre la sal y el hierro (en chino tradicional, 鹽鐵論; pinyin, Yán Tiě Lùn) a un debate que tuvo lugar en la corte imperial en el año 81 a. C. sobre políticas públicas durante la dinastía Han en China. El emperador precedente, Emperador Wu, había revertido las políticas de laissez-faire de sus predecesores e impuesto un amplio espectro de intervenciones estatales, tales como crear monopolios en China sobre los emprendimientos de la sal y el hierro, esquemas para estabilizar precios, e impuestos sobre el capital. Estas acciones desataron un feroz debate sobre las políticas del Emperador. Luego de su muerte, durante el reinado del Emperador Zhao de Han, el regente Huo Guang convocó a todos los estudiosos del reino a la capital Chang'an, para debatir sobre las políticas económicas del gobierno.
El debate se caracterizó por contar con dos fracciones enfrentadas, los reformistas y los modernistas. Los reformistas eran en su mayoría estudiosos confucionistas que se oponían a las políticas del Emperador Wu y exigían la abolición de los monopolios sobre la sal y el hierro, poner fin a los esquemas para estabilizar los precios, y llevar a cabo grandes recortes en los gastos del estado para reducir el agobio impositivo sobre la ciudadanía. Los modernistas en cambio apoyaban continuar con las políticas del Emperador Wu para que las ganancias de los mercaderes privados fueran transferidas a las arcas del estado y así poder financiar las campañas militares y de colonización en el norte y en el oeste.
Los resultados de los debates fueron variados. Si bien los modernistas en general triunfaron y sus políticas se impusieron a lo largo de casi todo el Imperio Han Occidental luego del Emperador Wu, los reformistas se resistieron a estas políticas en el Imperio Han Oriental, excepto al monopolio gubernamental sobre el acuñado de monedas.

## Antecedentes
Los discursos sobre la sal y el hierro se llevaron a cabo frente a una situación turbulenta. El gobernante anterior, Emperador Wu de Han, había implementado cambios drásticos en las políticas de sus predecesores. Revirtiendo sus políticas de laissez-faire en su país y la política de pacificación de los Xiongnu externos, él nacionalizó el acuñado de moneda, la sal y el hierro para pagar sus campañas masivas contra las tribus Xiongnu, que representaban una amenaza para el imperio. Si bien Wu triunfó en sus campañas, sus políticas significaron la quiebra de numerosos mercaderes e industrialistas, condujeron a un sentimiento generalizado de insatisfacción, y revueltas. Luego de su muerte, el regente, Huo Guang, convocó a una conferencia en la corte para discutir si se debía continuar con las políticas de Wu.

### Políticas durante los comienzos de la dinastía Han
Las políticas de los comienzos de la dinastía Han se caracterizaron por el laissez-faire, a causa de que los emperadores habían adoptado el principio taoísta de Wu wei (無為), literalmente que significa "no hacer nada". Como parte de esta política de laissez-faire, los impuestos sobre la agricultura se redujeron de 1/15 de la producción agrícola a 1/30 y durante un periodo breve, fueron abolidos por completo. Además, la corvea exigida a los campesinos fue reducida de un mes por año a un mes cada tres años. El acuñado de moneda fue privatizado, mientras que los impuestos Qin sobre la sal y otras mercancías fueron eliminados.

Los opositores a la presión impositiva indicaban que los comienzos de la dinastía Han había sido un período de gran prosperidad y se lamentaban ante lo que consideraban una presión impositiva desmesurada. Durante el reinado del Emperador Jing, 
... las sogas utilizadas para colgar las bolsas con monedas se rompían a causa de su peso, y los sacos de granos que habían estado almacenados durante muchos años se estaban pudriendo ya que no era necesario acudir a dichas reservas.
 Se abolieron castigos severos, tales como el arrancar la nariz de quien violara la ley.
Durante este período prosperaron los mercaderes e industrialistas. A comienzos de la dinastía Han Occidental, los hombres más ricos del imperio eran los mercaderes que producían y distribuían sal y hierro y ganaron tanta riqueza que rivalizaban con los montos anuales recolectados mediante impuestos por la corte imperial. Estos mercaderes invirtieron en tierras, convirtiéndose en grandes terratenientes y dieron empleo a gran cantidad de campesinos. Un industrialista de la sal o el hierro podía llegar a emplear más de mil campesinos para extraer agua salobre, sal marina, sal de roca, o mineral de hierro.

### Políticas del Emperador Wu
El Emperador Wu de Han (r. 141–87 a. C.) consideraba que las empresas privadas de gran magnitud constituían una amenaza para el estado, ya que las mismas alejaban a los campesinos de las tareas agrícolas y los alineaban con los industrialistas. La nacionalización de la explotación y comercio de la sal y el hierro eliminaba esta amenaza y producía grandes ganancias para el estado. Esta política logró financiar las campañas del Emperador Wu para controlar a la Confederación nómade Xiongnu y colonizar el Corredor del Hexi y lo que hoy son los territorios de Xinjiang de Asia Central, norte de Vietnam, Yunnan, y el norte de Corea. Otras políticas incluían un esquema para estabilización de precios, y un impuesto del 10 por ciento del capital de los mercaderes e industrialistas que no habían sido expropiados aún. Sin embargo, estas políticas significaban una carga importante para el pueblo; y para época del fallecimiento del Emperador Wu el descontento iba en aumento, con numerosas revueltas armadas.

## Debate
En la medida que las protestas fueron aumentando con relación a las políticas del gobierno, el regente Huo Guang, quien era el gobernante de facto de China luego del Emperador Wu de Han, convocó a una conferencia en la corte para debatir sobre si se debían mantener las políticas del Emperador Wu. El debate que se produjo contó con dos bandos, los reformistas y los modernistas. Los reformistas, en su gran mayoría estudiosos provinciales del confucionismo, apoyaban la privatización y retrotraer el sistema a las anteriores políticas de laissez-faire. Los modernistas, por su parte, representaban en gran medida los intereses del gobierno central y estaban muy alineados con una filosofía legalista, además de admirar a la dinastía Qin predecesora, cuyas numerosas leyes draconianas habían estado basadas en principios legalistas.

### La posición reformista
El punto de vista reformista estaba basado en el ideal de Confucio que buscaba el crecimiento del hombre mediante el cumplimiento de ciertos principios morales fundamentales. Para lograr este cometido, ellos deseaban reducir los controles, demandas de servicios, e impuestos a un mínimo. La crítica de los reformistas a los monopolios en gran medida se concentraba en la idea que el estado "no debía competir con las personas por ganancias", ya que tendería a oprimir a los ciudadanos si procediera guiado por dicho objetivo, las actividades mercantiles no eran "actividades adecuadas para el estado". Ellos señalaban que los monopolios habían resultado en una carga enorme sobre los ciudadanos. Además, los reformistas se quejaban de que los monopolios estatales oprimían a las personas al producir herramientas de hierro de baja calidad e imprácticas que eran inservibles y que eran fabricadas solo para cumplir con las cuotas, y por las cuales los campesinos debían pagar independientemente de cual fuera su calidad. Los reformistas creían que las originales fundiciones privadas de pequeña escala operadas por familias producían mejores implementos "a causa del orgullo por el trabajo propio y porque estaban en contacto directo con los usuarios", lo cual contrastaba con los objetos producidos por un monopolio estatal a causa de la ausencia de estas virtudes. Adicionalmente, los reformistas se quejaban que los monopolios estatales no podían coordinar su producción de acuerdo a las necesidades de todas las provincias del imperio, con lo cual algunas áreas tenían una producción excesiva y terminaban obligando a los campesinos a comprar el excedente. Los reformistas también criticaban la política exterior agresiva del Emperador Wu, que consideraban había debilitado a China, y cuyo costo no justificaba los beneficios obtenidos a cambio.

### La posición modernista
Los modernistas estaban encabezados por Sang Hongyang, un mercader retirado que había sido elegido por el Emperador Wu para administrar sus nuevas políticas intervencionistas. Ellos justificaban la imposición de controles sobre la base de que ellos capturarían de esa manera para los cofres del estado las ganancias que sino irían a parar a los bolsillos de los ricos comerciantes que podían llegar a representar una amenaza para el estado; los modernistas especialmente sostenían que los industrialistas de la sal y el hierro eran "brutales y tiranos," que empleaban a miles de trabajadores que potencialmente podían transformarse en rebeldes. Los modernistas eran de la idea que con el monopolio del hierro el estado podía distribuir de manera efectiva herramientas de buena calidad para que dispusieran de ellas los campesinos, y estabilizar el precio de muchos bienes esenciales. Ellos también sostenían que los talleres privados eran muy pequeños, faltos de especialización, y pobremente equipados. Los modernistas afirmaban que los talleres del gobierno ofrecían mejores condiciones de trabajo y acceso a más materiales que los talleres privados. Adicionalmente, los modernistas sostenían que las campañas expansionistas eran necesarias para defender China de las incursiones de los bárbaros, y que la nacionalización de las industrias de la sal y el hierro permitiría al estado obtener los fondos necesarios para defender el imperio sin imponer cargas impositivas adicionales a los campesinos.

## Legado
Los modernistas sobrevivieron al debate con la mayoría de sus políticas intactas, solo se abolió el monopolio sobre las bebidas alcohólicas, si bien posteriormente Sang fue ejecutado acusado de traición en el año 80 a. C.. Gradualmente los reformistas fueron incrementando su cuota de poder, a causa de la falta de sustentabilidad de las políticas modernistas. Por un breve lapso del 44 al 41 a. C. triunfaron en que se abolieran los monopolios del gobierno central sobre la sal y el hierro, aunque la iniciativa finalmente fracasó y se reinstauraron los monopolios hacia el final del régimen de Wang Mang (r. 9–23 ), quien había impuesto políticas ultra-modernistas. Luego que Wand Mang, fuera destronado, el gobierno de finales de la dinastía Han resintauró las políticas primitivas de laissez faire y delegó el control de estas industrias en los hombres de negocios privados.